# Jordyn Wieberová
Jordyn Wieberová, nepřechýleně Jordyn Wieber (12. července 1995, DeWitt, Michigan) je bývalá americká sportovní gymnastka. Na olympijských hrách 2012 v Londýně získala zlatou medaili ve víceboji družstev. Je též dvojnásobnou mistryní světa z roku 2011.